# Tętnica wątrobowa właściwa

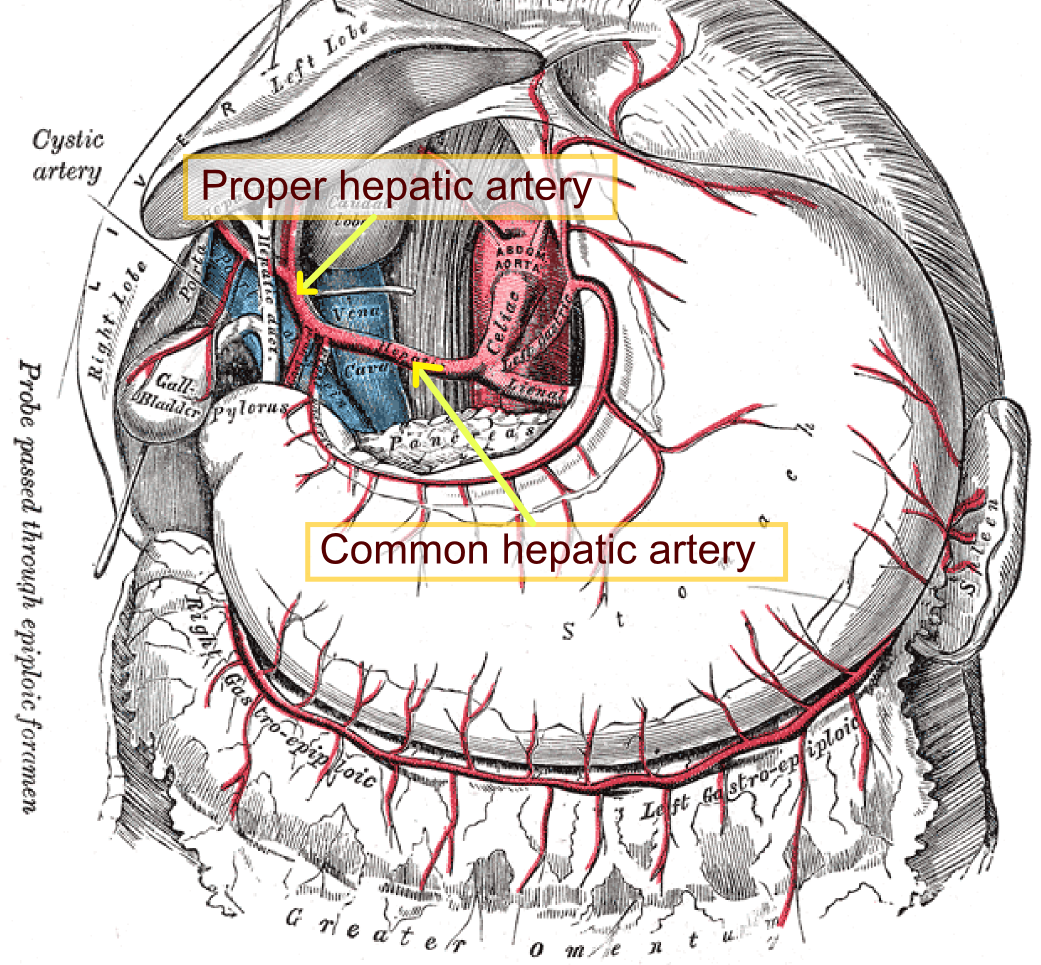
Tętnica wątrobowa właściwa podpisana Proper hepatic artery

Tętnica wątrobowa właściwa (łac. arteria hepatica propria) – w anatomii człowieka tętnica będąca jednym z dwóch (obok tętnicy żołądkowo-dwunastniczej) końcowych odgałęzień tętnicy wątrobowej wspólnej, silniejsza z nich. Ma 2–2,5 cm długości. Biegnie w więzadle wątrobowo-dwunastniczym do wątroby po lewej od przewodu żółciowego wspólnego, do przodu od żyły wrotnej wątroby.
Oddaje tętnicę żołądkową prawą biegnącą wzdłuż krzywizny mniejszej żołądka, unaczyniającą jego ściany i zespalającą się z tętnicą żołądkową lewą, następnie dzieli się na dwie gałęzie unaczyniające wątrobę – gałąź prawą (ramus dexter) i gałąź lewą (ramus sinister). Gałąź prawa zaopatruje płat prawy i czworoboczny. Zwykle odchodzi od niej również tętnica pęcherzykowa do pęcherzyka żółciowego, czasem także odchodząca bezpośrednio z pnia tętnicy wątrobowej właściwej. Gałąź lewa zasila lewy płat wątroby.